# Polifonía Aragonesa
La colección Polifonía Aragonesa, editada por la Institución Fernando el Católico (IFC), representa un esfuerzo sistemático por documentar, analizar y difundir el legado musical religioso aragonés, particularmente el repertorio polifónico desarrollado entre los siglos XVI y XVII en catedrales y colegiatas de Aragón. Esta iniciativa editorial se enmarca dentro de la misión institucional de la IFC, centrada en la promoción de la cultura y la ciencia regionales mediante publicaciones especializadas, cursos y actividades académicas. La colección se distingue por su enfoque musicológico, basado en la recuperación de manuscritos históricos conservados en archivos eclesiásticos, y por su contribución al estudio de compositores como Melchor Robledo, Pedro de Ruimonte y Rodrigo de Ceballos, cuyas obras reflejan la evolución estilística desde el contrapunto severo hasta las primeras manifestaciones barrocas.

## Desarrollo
La colección comenzó a publicarse en 1984 con Obras de los maestros de las capillas de música de Zaragoza en los siglos XV, XVI y XVII y el último libro publicado es de 2022, el volumen XXI: Lamentaciones de Semana Santa.

## Características
La colección se fundamenta en la transcripción y análisis crítico de manuscritos conservados en archivos aragoneses, muchos de los cuales permanecían inéditos. La IFC prioriza la fidelidad a las fuentes originales, incorporando estudios introductorios que contextualizan las obras dentro de su marco histórico y litúrgico. Estas ediciones facilitan el acceso a materiales especializados, promoviendo su ejecución en contextos tanto académicos como litúrgicos contemporáneos.
Contiene, entre otras, diversas obras de la escuela polifónica aragonesa de los siglos XVI y XVII, que se caracterizaron por grandes nombres como Melchor Robledo, Pedro Ruimonte, Sebastián Aguilera de Heredia y fray Manuel Correa.
El volumen I, por ejemplo, está dedicado a los maestros de las capillas de música de Zaragoza de los siglos XV, XVI y XVII. El tomo II a los maestros de la capilla de música de la Colegiata de Daroca (Zaragoza) de los siglos XVII y XVIII. El III tomo se dedica a obras que se conservan en la Catedral de Albarracín (Teruel) de los siglos XVII y XVIII. El volumen XIV está dedicado a la vida y obra de Pedro Ruimonte (1565-1627), músico zaragozano, con sus Lamentationes Hieremiae Prophetae Sex Vocum, que fueron encontradas en un manuscrito en la Catedral de Albarracín. Así, sucesivamente se han ido publicando los fondos más importantes de la polifonía aragonesa.

## Volúmenes
- Polifonía Aragonesa XXI (2022): Lamentaciones de Semana Santa, con obras de Gracián Babán (1620-1675).
- Polifonía Aragonesa XX (2017): Magníficat a tres y cuatro voces del ms. 2/3 (c. 1520) de la Catedral de Tarazona. Obras de Pedro do Porto, Rodrigo de Morales, Antonio Marlet, Juan de Anchieta, Pere Vila y Pedro o Alonso Hernández de Tordesillas.
- Polifonía Aragonesa XIX (2016): Villancicos polifónicos de Ramón Félix Cuéllar y Altarriba (1777–1833).
- Polifonía Aragonesa XVIII (2014): Obras de los maestros de capilla de la catedral de Jaca en el siglo XVIII, con obras de Joseph Conejos (1709-1785) y Blas Bosqued (1727-1799).
- Polifonía Aragonesa XVII (2009): Pedro de Escobar (c. 1465 – c. 1554). Missa Pro Defunctis.
- Polifonía Aragonesa XVI (2009): Cantada a Solo y cuatro Villancicos a 4 y 6 voces con violines y Ac. Catedral de Albarracín, siglo XVIII, con obras de la familia Familia Moreno y Polo: José Moreno y Polo (1708-1773/4), Juan Moreno y Polo (1711-1776) y Valero Moreno y Polo (1714–1780).
- Polifonía Aragonesa XV (2007): Obras a tres voces del ms. 2-3 (ss. XV–XVI) de la catedral de Tarazona, con obras de Alonso de Alba, Pedro Escobar, Joan Segovia y Joan Almorox.
- Polifonía Aragonesa XIV (2006): Lamentationes Hieremiae Prophetae sex vocum, de Pedro Ruimonte.
- Polifonía Aragonesa XIII (2002): Música de Atril en la colegiata de Santa María de Calatayud, con obras de Jerónimo Latorre; Miguel de Ambiela; Maestro (La) Bastida; Miguel Palacín.
- Polifonía Aragonesa XII (1997): Obra religiosa de Cámara de Mariano Rodríguez de Ledesma (1779–1847).
- Polifonía Aragonesa XI (1997): Obras de Diego Llorente y Sola del Archivo de la catedral de Huesca.
- Polifonía Aragonesa X (1995): Cuatro villancicos y una cantada de José de Nebra (1702–1768).
- Polifonía Aragonesa II (1995, 2.ª edición): Obras de los maestros de la capilla de la colegial de Daroca (Zaragoza) en los siglos XVII y XVIII
- Polifonía Aragonesa IX (1995): Autores hispanos de los siglos XV–XVI de los ms. 2 y 5 de la catedral de Tarazona, con obras de Antonio de Ribera, Alonso de Alba, Pedro de Escobar, Juan Illario, Pedro Díaz de Aux, Juan de Sanabria, Pedro de Pastrana, Juan Estiche, Pedro Yñiguez, Juan García de Basurto y Martín de Ribaflecha.
- Polifonía Aragonesa VIII (1993): Polifonía de la Corona de Aragón, siglos XIV y XV. Ars nova de la Corona de Aragón.[4]
- Polifonía Aragonesa VII (1991): El músico aragonés Diego de Pontac (1603–1654). Maestro de Capilla de la Seo de Zaragoza (Obra polifónica conservada en el archivo de música de las Catedrales de Zaragoza).
- Polifonía Aragonesa VI (1990): La tradición polifónica del Canto del «Passio» en Aragón. Pasiones de los siglos XV, XVI y XVII de las catedrales de Albarracín (Teruel), Gerona, Segorbe (Castellón) y Zaragoza, con obras de Matías Antonio Díaz y Juan Pablo Pujol.
- Polifonía Aragonesa V (1988): Obras de los maestros de la capilla de música de la colegial de Borja (Zaragoza) en los siglos XVII-XIX, con obras de Manuel Blanque, Gregorio Ladrón de Guevara y Juan Ángel Sánchez.
- Polifonía Aragonesa IV (1987): Seis villancicos del maestro de capilla de El Pilar don Joseph Ruiz Samaniego (1661–1670), con obras de Joseph Ruiz Samaniego.
- Polifonía Aragonesa III (1986): Obras de la capilla de música de la catedral de Albarracín (Teruel) de los siglos XVII y XVIII, con obras de Clemente Barrachina, Joseph Gargallo, Vicente Palacios, Francisco Pérez Gaya, Mathias Ruiz, Felipe Teixidor Latorre, Francisco Valls, Francisco Viñas y Francisco Ximeno.
- Polifonía Aragonesa II (1985): Obras de los maestros de la capilla de música de la colegial de Daroca (Zaragoza), de los siglos XVII y XVIII.
- Polifonía Aragonesa I (1984): Obras de los maestros de las capillas de música de Zaragoza en los siglos XV, XVI y XVII
  - 1. Vexilla regis (anon., siglo XV)
  - 2. Hoc corpus (Melchor Robledo, m. 1586)
  - 3. Tulerunt Dominum (Melchor Robledo, m. 1586)
  - 4. Salve regina (Melchor Robledo, m. 1586)
  - 5. Procul recedant (Cristóbal Cortés, m. 1594)
  - 6. In manus tuas (Cristóbal Cortés, m. 1594)
  - 7. I. Cum turba plurima. II. Et dum seminat (Francisco de Silos, m. 1632)
  - 8. Liber generationis (Juan Pujol, s. XVI-XVII)
  - 9. Kalenda nativitatis D. N. Jesu Christi (anónimo, Cristóbal Téllez?, s. XVI)
  - 10. Magnificat, primus tonus. V. Vocibus. Canon in unisono (Sebastián Aguilera de Heredia, 1561–1627)
  - 11. Sancta Maria, succurre miseris (Pedro Ruimonte, 1565–1627)
  - 12. Maria, rosa candida (Francisco Berges, m. 1702)
  - 13. Laudate pueri Dominum (Domingo Hernández, ca. 1600)
  - 14. Exortum est (salmo Beatus vir) (Domingo Hernández, ca. 1600)